# Michał Edward Niezgodziński
Michał Edward Niezgodziński, ps. „Wilk” (ur. 11 września 1919 w Orle w Rosja, zm. 20 listopada 2010) – polski specjalista w dziedzinie wytrzymałości materiałów i konstrukcji, profesor Politechniki Łódzkiej, żołnierz Armii Krajowej.

## Życiorys
Urodził się 11 września 1919 w rodzinie Franciszka (zm. 1936) i Aleksandry (zm. 1963) Niezgodzińskich.
W okresie okupacji był kapitanem art. - dowódcą kompanii Armii Krajowej „Tarłów”.
W 1950 roku ukończył studia na Wydziale Mechanicznym Politechniki Łódzkiej uzyskując dyplom magistra inżyniera. W roku 1948 rozpoczął pracę w Katedrze Wytrzymałości Materiałów PŁ. W roku 1960 uzyskał stopień naukowy doktora, a w 1965 roku stopień doktora habilitowanego. W latach 1965–1970 był kierownikiem Katedry Mechaniki Ogólnej PŁ, a następnie do 1989 roku zastępcą dyrektora Instytutu Mechaniki Stosowanej i kierownikiem Zespołu Mechaniki.
Specjalizował się w obliczeniach wytrzymałościowych i zmęczeniowych konstrukcji, m.in. opracowania metod obliczeń wytrzymałościowych urządzeń elektrowni jądrowych. Autor około 50 prac naukowych, współautor podręcznika na temat wytrzymałości materiałów (14 wydań PWN) oraz kilku innych książek i podręczników. Wypromował 8 doktorów.
Był mężem Janiny z Szelągów (1919–2002).
Pochowany 27 listopada 2010 na cmentarzu parafii Świętej Trójcy w Tarłowie (sektor A-11-27).

## Ordery i odznaczenia
- Krzyż Armii Krajowej
- Medal 10-lecia Polski Ludowej (15 stycznia 1955)[4]